# Immanuel Kant
Immanuel Kant (22. dubna 1724 Královec – 12. února 1804 Královec, Pruské království) byl německý filozof, jeden z nejvýznamnějších evropských myslitelů a poslední z představitelů osvícenství. Jeho Kritikou čistého rozumu začíná nové pojetí filozofie, zejména v epistemologii (teorii poznání) a v etice. Kant významně ovlivnil pozdější romantické a idealistické filozofy 19. století a novější filozofii vůbec.

## Život
Kant se narodil jako čtvrté dítě ve zbožné pietistické rodině drobného řemeslníka a celý život prožil v okolí Královce ve východním Prusku (Königsberg, dnes Kaliningrad v Rusku); z jeho osmi sourozenců se však jen pět dožili dospělého věku. Byl drobné až neduživé postavy, byl však velmi společenský a sám na sebe poměrně přísný. Od roku 1740 studoval na zdejší univerzitě filozofii, přírodní vědy a matematiku. Roku 1746 mu zemřel otec a univerzita odmítla jeho disertační práci, takže se řadu let živil jako vychovatel v okolí Královce. Po návratu na univerzitu vydal práci o „Obecných dějinách přírody a teorii oblohy“ (1755) a téhož roku se habilitoval spisem „O prvních zásadách metafyzického poznání“. Přednášel logiku, morální filozofii a metafyziku a jako úvod ke studiu filozofie fyziku, geografii a antropologii. V následujících letech odmítl několik pozvání na různé univerzity, až se roku 1770 stal profesorem logiky a metafyziky Univerzity v Královci, kde byl pak dvakrát rektorem. Roku 1787 byl přijat do Pruské akademie věd, v posledním období života měl však značné nesnáze s pruskou cenzurou.
Kant se řídil přesným denním rozvrhem: vstával v pět hodin, dopoledne přednášel, k obědu často zval hosty a odpoledne chodil na procházku po známé „Cestě filozofů“. Pokud se ale líčí jako profesorský pedant, je to přehnané. Hrával velmi dobře karty i kulečník a ve společnosti byl velice oblíbený, zejména jako skvělý vypravěč. Také na jeho přednášky vzpomínali jeho žáci s nadšením: Kant byl vtipný a hlavně vedl své posluchače k samostatnému myšlení. Dožil se téměř 80 let a byl pohřben v královecké katedrále, později zničené a dnes obnovené. Na ruské univerzitě v Královci je pamětní deska se slavným citátem:
Dvě věci naplňují mysl vždy novým a rostoucím obdivem a úctou, čím častěji se jimi zabývá: hvězdné nebe nade mnou a mravní zákon ve mně.

## Myšlení a dílo
Kantovo myšlení začíná ve stopách Leibnizova racionalismu, který dobře vystihoval zkušenost matematika, jehož předměty se nepoznávají smysly, nýbrž rozumem, a to jako „věci o sobě“. V tomto „předkritickém“ období vydal důležitou práci o vzniku planetárního systému „podle Newtonových zákonů“, kde představil teorii, jíž se dnes říká Kantova-Laplaceova. Další práce „O ohni“ a o „Základech metafysického poznávání“ (Nova dilucidatio) psal latinsky. Práci „O jediném možném důkazu k prokazování existence Boží“, kde podal vlastní verzi tzv. ontologického důkazu, opět německy. Roku 1766 vydal spis „Sny duchovidcovy“ (Träume eines Geistersehers), kritiku švédského mystika Emanuela Swedenborga, a v latinském spise „O formě a principech světa smyslového a poznatelného“ (1770) poprvé ostře rozlišil mezi smyslovým poznáním jevů (fenoménů) a rozumovým poznáním věcí samých (noumena), například v matematice.

### Kritické období
V této době Kant četl Davida Huma, který ho podle jeho vlastních slov „probudil z dogmatického spánku“. Uvědomil si totiž platnost Humova soudu, že rozumové poznání bez smyslového názoru není obecně možné. Na druhé straně Humeův empirismus vede k závěru, že jisté poznání není vůbec možné, a tedy ke skepticismu. Jenže některé apriorní soudy – například že 2 + 2 = 4 – jsou nejen možné, ale dokonce jisté. Něco podobného platí podle Kanta i o soudech teoretické fyziky, a vzniká tedy otázka, jaké jsou podmínky možnosti takového poznání.
Po dlouhé odmlce vydává roku 1781 Kant v Rize své stěžejní dílo, Kritiku čistého rozumu, kde úkol filozofie vymezuje třemi otázkami:
1. Co mohu vědět? na niž odpovídá jeho teorie poznání (epistemologie);
2. Co mám činit? na niž odpovídá jeho etika a
3. V co mohu doufat? na niž by měla odpovědět filozofie náboženství.[3]

#### Epistemologie
Kantův „kritický obrat“ je objevem nové oblasti filozofického poznání, epistemologie či gnoseologie. Transcendentální filozofie se nemá zabývat obsahem našeho poznání, povahou poznávaných věcí, nýbrž „podmínkami možnosti“ poznání vůbec. Zatímco praktický čili naivní postoj běžného života pokládá věci za bezprostředně dané, transcendentální filozofie zkoumá, jak je možné, že se nám věci ukazují, a jak se to děje. Kant zde navazuje na Descarta a na tento jeho objev naopak naváže později fenomenologie.
Kritika čistého rozumu je na jedné straně odpověď tradiční metafysice a racionalismu (Christian Wolff, A. G. Baumgarten), že poznání bez vnímání čili smyslového názoru není možné. Na druhé straně proti Humeovu empirismu namítá, že smyslové vnímání není nijak rozčleněno, dokud k němu rozvažovací schopnost (Verstand) nedodá pojmy a nespojí je s ním pomocí soudů a závěrů. Teprve pak lze hovořit o poznání.
Myšlenky bez obsahu jsou prázdné, smyslový názor bez pojmů je slepý.
Ovšem ani smyslové vjemy nejsou nepodmíněné, nýbrž předpokládají podle Kanta „vnější smysl“ prostoru a „vnitřní smysl“ času: vnější (smyslová) zkušenost je vůbec možná jen v prostoru a každá zkušenost se nutně děje v čase. Dokonce i logická věta o vyloučeném třetím tvrdí, že nějaké tvrzení A a jeho opak non-A nemohou platit současně; závisí tedy také na čase. Naše smysly jsou receptivní a vnímají působení věcí, jejich jevy čili fenomény, nikoli věci samé, tak jak jsou o sobě. Věc o sobě (Ding an sich) patrně existuje, neboť „afikuje“ čili dráždí naše smysly, je nám však přístupná pouze v tomto působení a nijak jinak.
Samy smyslové vjemy však nejsou ještě ani jevy. K tomu je nejprve třeba spojit vjemy různých smyslů (např. obou očí, případně i sluchu nebo hmatu – Kant zde v souladu se scholastikou hovoří o „společném smyslu“, sensus communis) a zasadit je do rámce apriorních, tj. před-zkušenostních forem názoru, totiž prostoru a času. Je to tedy teprve myslící já, Descartovo cogito čili vědomí sebe, jež z nich činí počitky (Empfindung) a jevy (Erscheinung) v prostoru a čase. To je zhruba obsah Kantovy transcendentální estetiky čili nauky o smyslovém vnímání.
Pojmy ovšem nemohou pocházet z těchto počitků, nýbrž jsou výkonem rozvažovací schopnosti (Verstand), který je svojí představivostí vytváří podle jistých pravidel. Výrazem těchto pravidel jsou kategorie, základní třídicí funkce rozvažovací schopnosti, a teprve na základě kategorií může naše soudnost (Urteilskraft) přisuzovat či podřizovat počitky schématům. Schéma je obecný postup, jímž představivost spojuje pojmy s počitky. O jezevčíkovi, kterého jsem poznal na ulici, vím, že je to pes, savec, zvíře, živočich. Taková i vícestupňová schémata jsou tedy strukturující obecné pojmy, jež se sice vnímání týkají, pocházejí však z rozvažovací schopnosti. Každé poznání je tedy z povahy věci závislé na výkonech mysli a v tomto smyslu subjektivní.

#### Metafyzika
Na tomto základě si klade Kant otázku, zda je možná vědecká metafyzika, a odpovídá, že ano. Čistým uvažováním můžeme totiž dospět k soudům, jež naše poznání rozmnožují; Kant je nazývá syntetické soudy a priori. Příkladem může být kategorie příčinnosti (kauzality). Tak jako nemůžeme pozorovat prostor a čas, není nám ani představa příčinnosti dána ve smyslovém vnímání. Pozorujeme dvě události, jak pravidelně následují po sobě, a protože jsme přesvědčeni o příčinných souvislostech světa, chápeme je nutně jako příčinu a následek. Příčinnost, příčina a účinek tedy naši smyslovou zkušenost přesahují a patří do oblasti metafysické.
Omezenost lidského rozumu se projevuje také v antinomiích, ve dvojicích protikladných tvrzení, která se přesto dají rozumově dokázat. To Kant chápe jako doklad, že zde lidský rozum překračuje svou kompetenci, i když uznává, že se tomu nemůže vyhnout.
Rozum je ta část naší mysli, jež z pojmů a soudů vyvozuje závěry. Rozum přirozeně tíhne k dalším a dalším poznáním a touží po poznání toho, co je nepodmíněné a absolutní. Tím se ovšem vydává na cestu spekulace a nutně vytváří tři regulativní ideje:
1. nesmrtelná duše;
2. svoboda
3. nekonečno či Bůh.

O těch ovšem nelze dokázat ani že jsou, ani že nejsou, jako regulativní ideje jsou však přesto nezbytné.
Myšlenky Kritiky čistého rozumu byly ve své době tak nové, že vyvolaly řadu nedorozumění i falešných podezření. Kant proto vydal v roce 1783 svá Prolegomena ke každé příští metafysice jako stručný úvod do transcendentální filozofie a Kritiku pro druhé vydání (1787) podstatně přepracoval a rozšířil. Svoji etiku, kterou v závěru Kritiky čistého rozumu pouze naznačil, rozvedl ve třech dalších spisech.

#### Etika

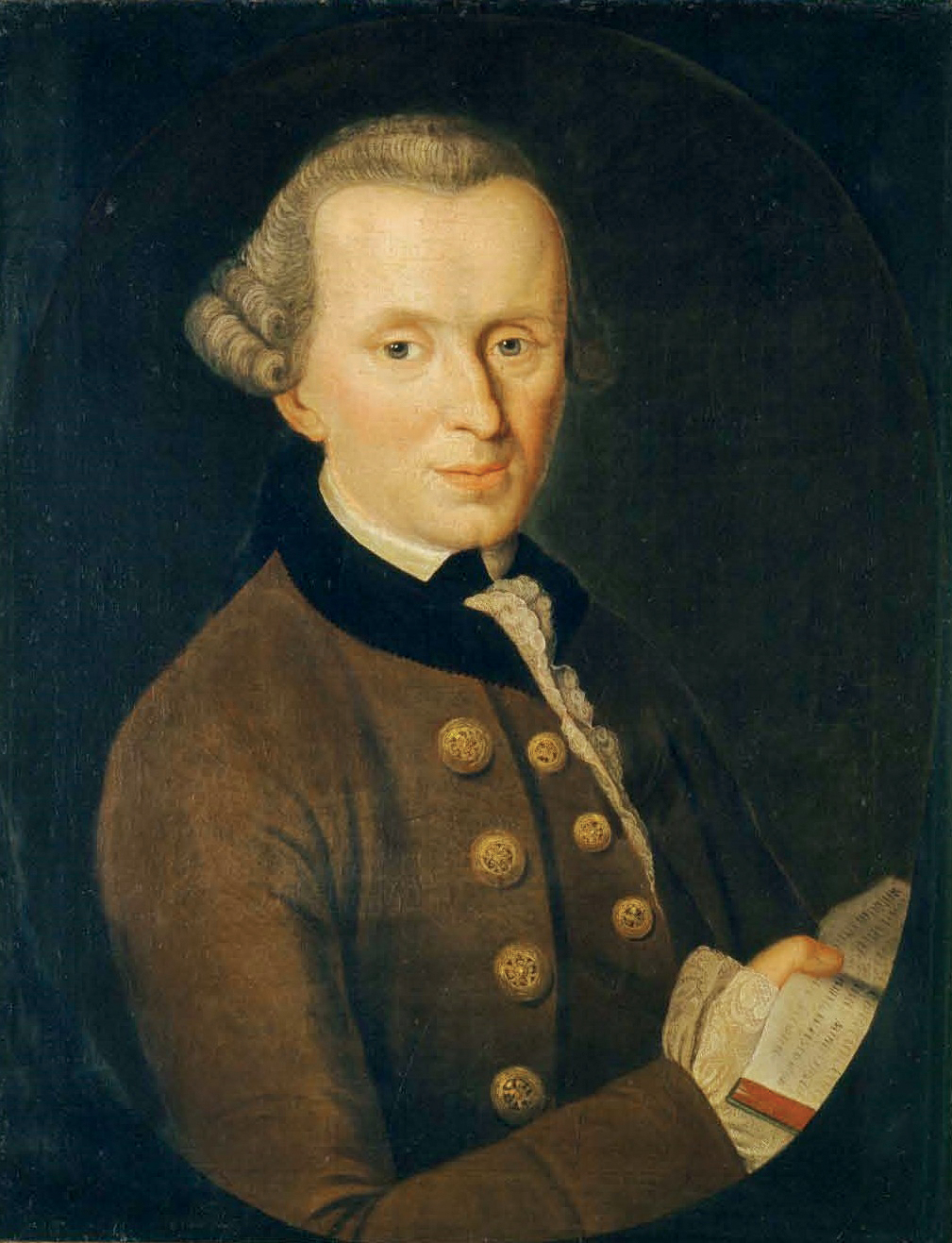
Immanuel Kant v roce 1768

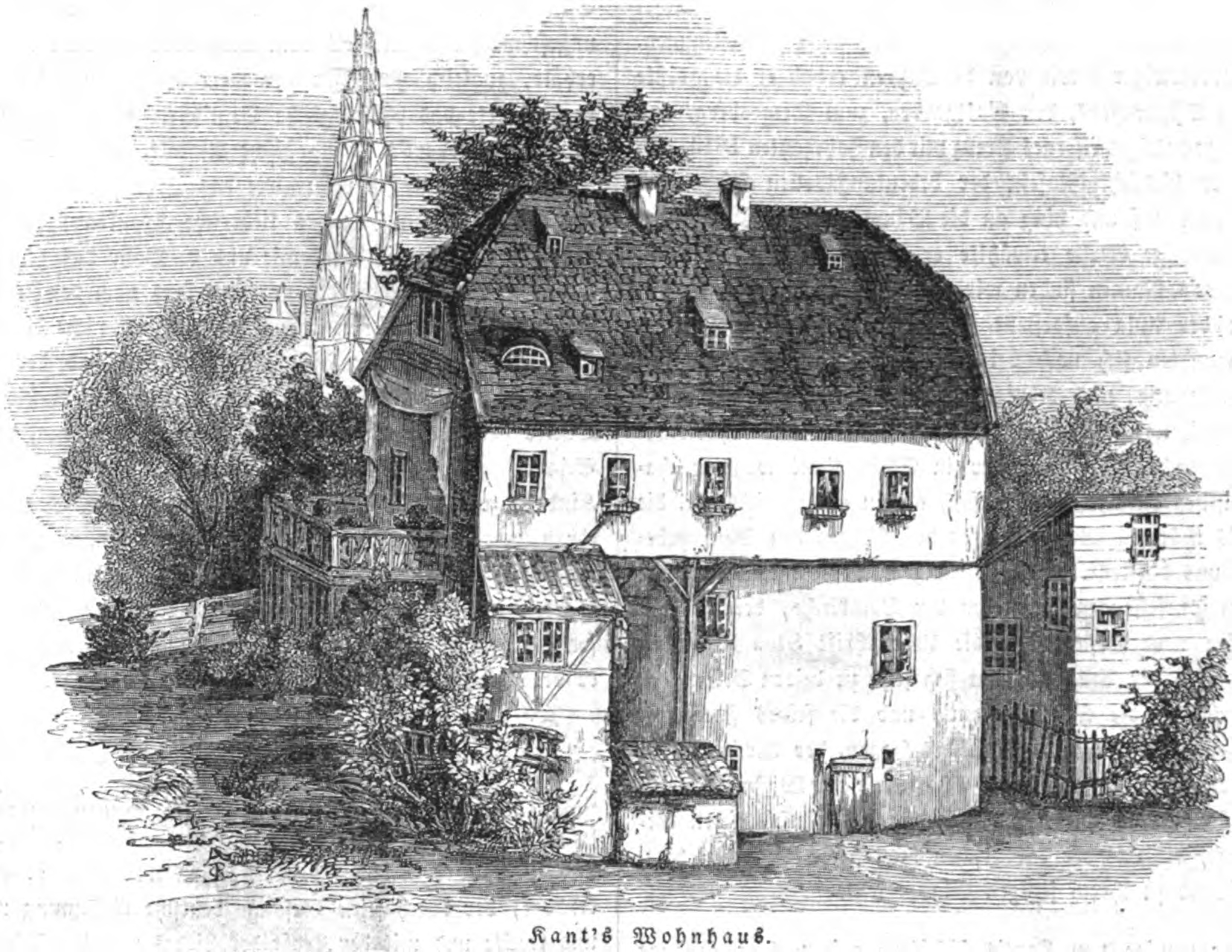
Kantův dům v Královci v roce 1844

Kantův význam pro filozofickou etiku je dnes ještě větší než pro teorii poznání. Pokusil se totiž vybudovat racionální etický systém, založený pouze na předpokladech lidské svobody a rovnosti a nezávislý na jakékoli nahodilé zkušenosti. Morálka podle Kanta je buď heteronomní, tj. předepsaná zvenčí někým jiným, anebo autonomní, kterou si svobodný subjekt dává sám. K tomu ovšem potřebuje obecný rozumový princip čili „maximu“, který je zároveň „nutným postulátem praktického rozumu“. Tím je pro Kanta kategorický imperativ.
Roku 1785 vydal stručné Základy metafysiky mravů, kde nejprve odmítá názor, že by posláním člověka bylo dosahovat blaženosti (hédonismus): kdyby příroda určila člověka k blaženosti, nebyla by jej vybavila rozumem. Jednání člověka se nejčastěji řídí jeho náklonnostmi, čímž se ostatně neliší od jiných živočichů a nezaslouží si za to žádnou chválu. Naopak dobré je jen rozhodování a jednání z povinnosti, což je „nutnost jednání z úcty k zákonu“. Mravní jednání je tedy jednání z povinnosti čili na základě imperativů. Kant odlišuje imperativy hypotetické, zdůvodněné něčím jiným, nějakou potřebou nebo cílem, a imperativ kategorický či nepodmíněný, který je pouze jeden a platí nutně pro každou rozumovou a svobodnou bytost. Opírá se totiž pouze o postuláty svobody a rovnosti, jež rozumová bytost uznat musí, neboť jinak by se octla sama se sebou ve sporu. Potom Kant formuluje kategorický imperativ takto:
„Jednej tak, jako by se maxima tvého jednání měla na základě tvé vůle stát obecným přírodním zákonem.“
Z toho pak odvodí i druhou formulaci kategorického imperativu:
„Jednej tak, abys používal lidství jak ve své osobě, tak i v osobě každého druhého vždy zároveň jako účel a nikdy pouze jako prostředek.“
Roku 1788 vyšla Kritika praktického rozumu, která myšlenky Základů rozvádí šířeji, a ještě roku 1797 Metafysika mravů, jež obsahuje hlavně Kantovu filozofii práva; i právo je tedy pro Kanta vlastně součástí mravnosti.
Kantova etika vychází z lidské svobody, kterou se snaží obhájit proti Humovu názoru, že lidské jednání je determinováno příčinami, podobně jako je pohyb těles určen přírodními zákony. Kant proto dělí skutečnost na „říši přírody“ čili nutnosti, kde platí přírodní zákony, a „říši svobody“, kde platí rozumově zdůvodněné zákony mravnosti. Na rozdíl od Aristotelovy etiky ctností je tedy Kantova etika etikou povinností a racionalizovanou verzí křesťanské morálky, z níž se ovšem ztratila pozitivní motivace jednání, jíž je podle Kanta pouze povinnost. Ve snaze oprostit mravní rozhodování ode všeho zkušenostního a nahodilého a učinit mravnost součástí rozumu ovšem Kant omezuje mravnost na rozhodování samo a opakovaně zdůrazňuje, že na dobrém rozhodnutí nic nemění, i kdyby mělo velmi špatné následky: ty se hodnocení rozhodnutí už netýkají. Tuto slabinu Kantovy „etiky smýšlení“ kritizoval Max Weber ve slavné přednášce „Politika jako povolání“.

#### Politika
Ve spise K věčnému míru (1784 a 1795) se vyjádřil k uspořádání Evropy. Právo by v celé Evropě mělo být založeno na občanském principu a mělo by být uskutečňováno v republikách (jimiž by měly být všechny evropské státy). Z občanského principu bude vycházet nové mezinárodní právo, které bude předpokladem trvalého míru. Všechny evropské státy by se měly spojit do spolku, který nazývá federací a který nebude zasahovat do vnitřních záležitostí svých členů. Pro zabezpečení míru se také jednotlivé státy musí vzdát svých vojsk, společným vojskem by disponoval evropský spolek. Připouštěl i rozšíření tohoto uspořádání mimo Evropu, pokud příslušné státy přijmou evropský politický a hospodářský systém.

#### Osvícenství a náboženství

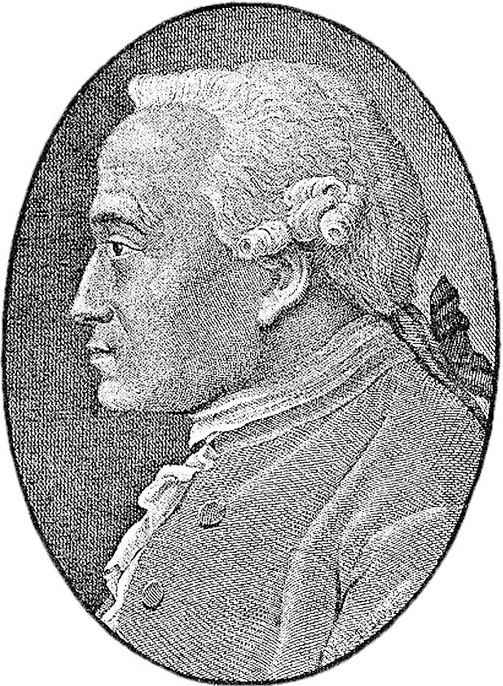
Immanuel Kant

Člověk je vybaven rozumem a určen ke svobodě; je jen jeho chyba, pokud podle toho nežije. Tak Kant rozumí osvícenství (Aufklärung) jako „vyjití člověka ze zaviněné nedospělosti“, kdy se své svobody bál a nechával se vést jinými. Charakterizuje je latinským Sapere aude – odvaž se jednat podle svého rozumu. Tři nezbytné pilíře svobodného – a to znamená i odpovědného – života, totiž svobodu, nesmrtelnou duši a Boha, nemůže sice čistý rozum dokázat, nemůže je však ani vyvrátit. Tak vzniká prostor pro víru, která je přijímá jako prakticky nezbytné. V tomto smyslu říká Kant, že musel „zrušit vědění“, totiž spekulativní teologickou metafysiku, aby „udělal místo pro víru“ – ostatně podobně jako Martin Luther.
Na třetí z Kantových otázek, „v co mohu doufat?“, odpovídá náboženství. Náboženství je podle Kanta založeno na morálce, je pro ně nutná. Ale všechna organizovaná a rituální jednání Kant ve spise Náboženství v mezích čistého rozumu (1793) odmítá jako zbytečná. Lidské dějiny nejsou řízeny nějakým zákonem a nelze v nich najít přímé řízení Boží, přesto však mají svůj cíl, jímž je prosazování rozumu, které nakonec povede i ke světovému míru. Nedovedeme si sice představit, jak by se to mohlo stát, jsme však zároveň povinni jednat, jako kdyby to možné bylo.

#### Estetika a příroda
Kritika soudnosti (1790), třetí z Kantových Kritik, chce jeho filozofický systém doplnit a nějak překlenout rozdíl mezi teoretickým a praktickým rozumem. Co je spojuje, jsou pocity libosti (sympatie) a nelibosti (averze). Kant zde pojednává o soudech o krásném a vznešeném a ve druhé části o soudech teleologických, jež určují vztah člověka k přírodě. Estetické vnímání je subjektivní poznávací proces, v němž soudnost nějakému předmětu přisuzuje nebo upírá predikát „krásný“. Úsudky vkusu se vyznačují tím, že v nich není přítomen žádný zájem soudícího, nejsou podřízeny žádnému pojmu, ale nárokují si obecnou platnost a jsou nutné.
Krásné i vznešené se líbí bezprostředně a samo o sobě, krásné však vzbuzuje pocit libosti, kdežto vznešené pocity obdivu a úcty.
Krásné je to, co se líbí v prostém posouzení. Z toho plyne, že se musí líbit bez jakéhokoli zájmu. Vznešené je to, co se bezprostředně líbí proto, že klade odpor proti zájmu smyslů.
Teleologická soudnost si všímá účelnosti přírody, což ovšem není vlastnost věcí, nýbrž regulativní idea, kterou do nich vkládáme my. Na rozdíl od stroje se rostlina sama reprodukuje a člověk zde vidí podivuhodnou souvislost, neměl by ji však přisuzovat Božímu působení v přírodě.

#### Antropologie
Už formulace Kantových tří otázek, které pak v „Logice“ shrnul v jedinou: Co je člověk?, jasně ukazuje, že východisko Kantova myšlení je antropologické, že vychází z člověka a míří k němu. V rozvrhu svých přednášek Kant začínajícím studentům přednášel nejprve semestr přírodní vědy a pak od roku 1773 ještě semestr antropologie jako nauky o člověku, což pokládal za nutný předpoklad pro studium filozofie. Obsah této antropologie – či podle dnešní terminologie spíše psychologie a etnografie – však sepsal a vydal až na konci života jako své poslední dílo (Antropologie v pragmatickém ohledu, 1798). Dělí ji na fysiologickou, která podle něho mnoho nepřináší, a pragmatickou, jež se snaží systematicky uspořádat, co o člověku a jeho jednání ze zkušenosti víme. Začíná výkladem o vědomí sebe, o smyslech a představivosti, o různých formách libosti a nelibosti, o afektivitě a vášních a dospívá až k výkladu povahy a charakteru, národů a ras. Rasy jsou čtyři, vznikly z rozdílných podnebí a od bílé přes žlutou, černou až po „měděnou“ se vyznačují stále slabšími rozumovými schopnostmi.
Spisy o logice, o fyzické geografii a o pedagogice vydali podle Kantových přednášek až jeho žáci.

## Kantovo dědictví

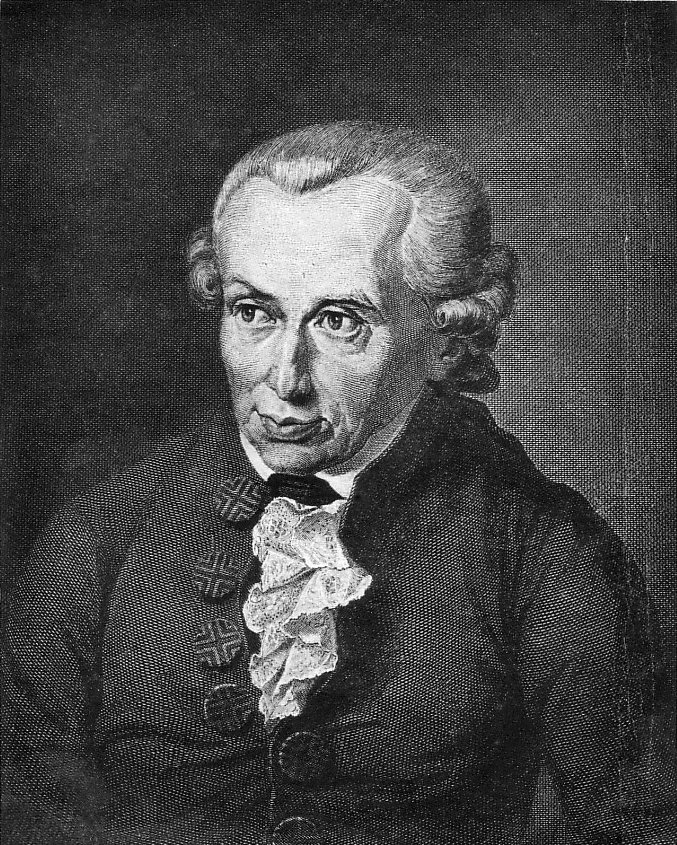
Immanuel Kant

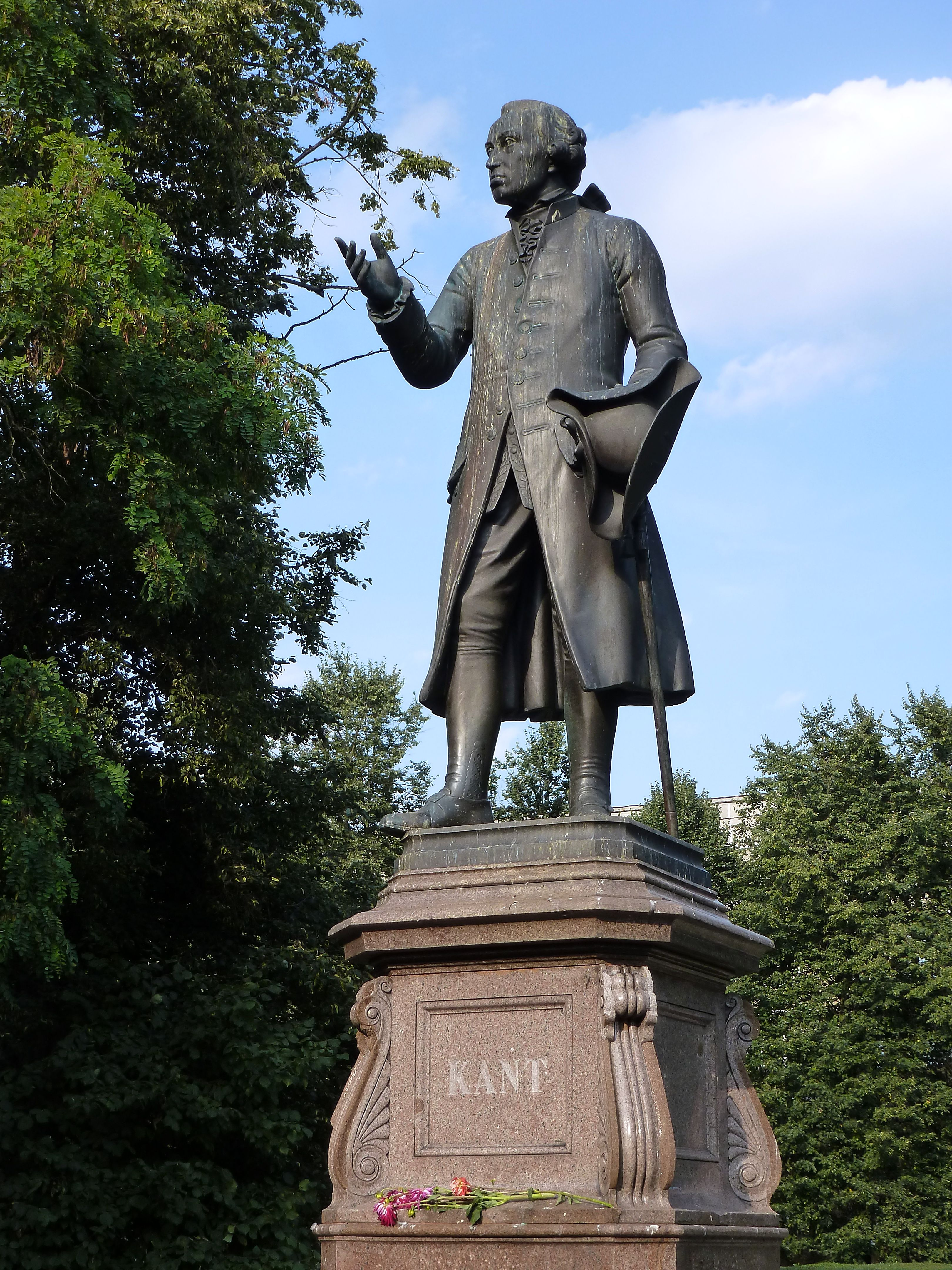
Kantův pomník v Kaliningradu

Kantovo obtížné, ale hluboké a důkladně zpracované dílo, jeho kritická poctivost i odvaha mu získaly už za života obecné uznání a úctu. Vedle jeho přímých žáků ho obdivoval třeba Friedrich Schiller a mnoho dalších, zároveň se ale ozvali i kritikové. Moses Mendelssohn mu vytýkal, že všechno boří, Johann Georg Hamann a Johann Gottfried Herder, že přehlíží význam jazyka. Podobně s úctou, ale kriticky se k němu vymezuje jeho žák Johann Gottlieb Fichte, který tak dospěl ke svému idealismu. Schelling i Hegel se snažili Kantův systém překonat, stále se s ním ovšem také poměřovali. Arthur Schopenhauer sice navazuje na Kantovo rozlišení věci o sobě a věci jakožto jevu, jeho filozofie se však dále ubírá odlišným směrem. Teprve kritici jako Friedrich Nietzsche jej odmítali důkladně, i když se nevyhnuli konfrontaci s ním.
Odmítavý postoj ke Kantově filozofii zaujímali katoličtí filozofové tomistické orientace. Katolická církev dekretem ze dne 11. června 1827 zařadila Kantovu Kritiku čistého rozumu na Index zakázaných knih.
Ve druhé polovině 19. století zejména němečtí filozofové Kanta znovu objevují a navazují na něho dvě novokantovské školy:
- spíše vědecky orientovaná „marburská škola“, jejímiž hlavními představiteli byli Hermann Cohen, Paul Natorp nebo Ernst Cassirer.
- „škola bádenská“, orientovaná hlavně na filozofii hodnot a dějiny, jejímiž hlavními představiteli byli Wilhelm Windelband a Heinrich Rickert.

Novokantovství bylo jedním z hlavních proudů německé filozofie na počátku 20. století a vyšli z něho i lidé jako Max Weber, Nicolai Hartmann a Franz Rosenzweig.
Ve 20. století se s Kantem kriticky vyrovnávali četní významní filozofové, například Georg Simmel, Charles Sanders Peirce, Edmund Husserl, Max Weber, Max Scheler, Martin Heidegger, Karl Jaspers, Hannah Arendtová, Theodor W. Adorno, Michel Foucault nebo Karl Popper i logici jako W. V. Quine nebo P. F. Strawson. Největší trvalý vliv má však Kantovo myšlení v etice, kde je dodnes jednou z hlavních myšlenkových linií. Na Kantově etice budují autoři jako O. Höffe, K.-O. Apel, E. Tugendhat a zejména John Rawls.

#### Primární texty v češtině
- I. Kant, Kritika čistého rozumu. Praha 2001.
- I. Kant, Kritika praktického rozumu. Praha 1996.
- I. Kant, Kritika soudnosti. Praha 1975.
- I. Kant, K věčnému míru. Praha 1999.
- I. Kant, Prolegomena ke každé příští metafyzice. Praha 1916 (dostupné online), 1992.
- I. Kant, Základy metafyziky mravů. Praha 1992.
- I. Kant, Sny duchovidcovy: vyloženy prostředkem snů metafysiky. Praha 1919.

#### Sekundární literatura
- O. A. Johnson, Immanuel Kant. In: I. P. McGreal (vyd.), Velké postavy západního myšlení. Praha 1999, str. 340nn.
- Metzler Philosophen Lexikon. Stuttgart 1995.
- Hügli – Lübke (vyd.), Philosophielexikon. Reinebeck 1991.
- H. Arendtová, Přednášky o Kantově politické filosofii. Praha 2002.
- V. Hála, Impulsy Kantovy etiky. Praha 1994.
- M. Heidegger, Fenomenologická interpretace Kantovy Kritiky čistého rozumu. Praha 2004.
- T. Koblížek, Role obrazotvornosti v Kantově Kritice soudnosti. In: M. Vrabec, J. Marek (vyd.): Obrazotvornost v dějinách evropské filosofie, Praha 2013, str. 157–181.
- J. Karásek, Kantova analogie estetické zkušenosti. Praha 2004
- J. Karásek – J. Chotaš (vyd.), Dedukce, kategorie, sebevědomí: o hlavním důkazu Kritiky čistého rozumu. Praha 2002.
- G. Patzig, Jak jsou možné syntetické soudy a priori? Praha 2003.
- R. Scruton, Kant. Praha 1996.
- M. Sobotka: Kantovy kritiky. In: Sobotka – Znoj – Moural, Dějiny novověké filosofie. Praha 1994.
- J. Sokol, Čas a etika. In: Sokol–Pinc, Antropologie a etika. Praha 2003.
- Bal, K., Kant i Hegel : dwa szkice z dziejów niemieckiej myśli etycznej. Wrocław 1993. (Filozofia 11.) (Acta Universitatis Wratislaviensis, No. 1451). Obsahuje něm. resumé. ISSN 0239-6661
- ŠŤÁHLAVSKÝ, David: Výpravy opačným směrem. Pobaltí. Radioservis a Český rozhlas, Praha, 2002. 1. vyd. 181 s. (s. 39) ISBN 80-86212-26-2
- ZÁTKA, Vlastimil. Systematický význam Kantovy estetiky. Filosofický časopis. 1994, roč. 42, čís. 3, s. 447–462. Anotace